# Familia Ditisheim
La familia Ditisheim, radicada en  Suiza, fue una saga de empresarios relojeros que formaron parte de la élite de los industriales helvéticos entre los siglos XIX y XX.

## Historia
La familia, originaria de La Chaux-de-Fonds, estaba vinculada por sucesivos matrimonios con otras grandes familias de la industria relojera suiza, como los Eberhard,: 98  los Blum y los Vogel.

## Fábricas de los Ditisheim
Los Ditisheim estuvieron al frente de varias de las fábricas de relojes suizos más importantes, entre ellas:
- Vulcain, fundada en 1858 por los hermanos Ditisheim[2]
- Movado, fundada en 1881 por Achilles Ditisheim[3]
- Solvil et Titus, fundada en 1892 por Paul Ditisheim[4]